# Rose de Provins

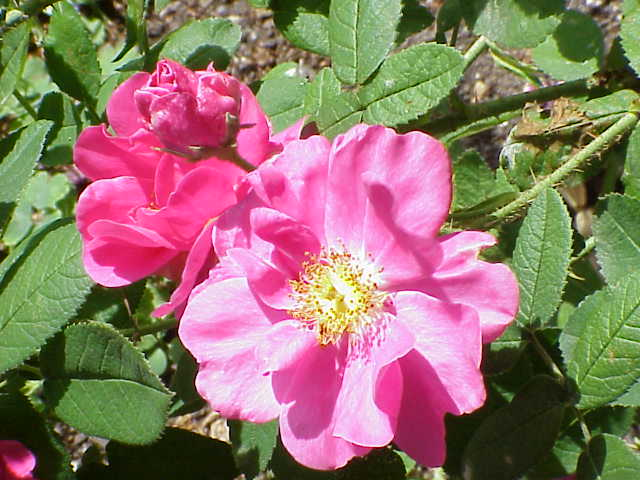
'Officinalis'.

La rose de Provins  (Rosa gallica officinalis) est une rose aux pétales pourpre clair avec un important bouquet d' étamines jaune or.
Elle est un des patrimoines principaux de Provins.

## Histoire
La légende voulait que vers 1240, de retour de croisade, Thibaut IV, comte de Champagne et roi de Navarre, aurait introduit en France une rose d'une excellente qualité dont il aurait fait d'importantes plantations aux environs immédiats de Provins.
Les roseraies de Provins devinrent bientôt célèbres et l'utilisation de la rose fut extrêmement fréquente en médecine, dans les cérémonies religieuses et profanes.
D'autres ont attribué l'importation de cette rose au Bon Roi René au XVe siècle.
Cependant Charles Cochet-Cochet (1866-1936), rosiériste, horticulteur et historien local distingué, contesta en 1933 la légende de la rose de Provins. Pour lui, le comte de Champagne n'a pas importé la fleur en France car cette « rose de Provins » est en réalité la rosa gallica qui est courante en France.
Dès la fin du XVIIIe siècle, Christophe Opoix se plaignait que des roses rouges de toutes provenances usurpaient la rose de Provins en pharmacie et en parfumerie et suspectait quelques cultivateurs cupides d'avoir vendu des plants de la rose de Provins pour avoir un bénéfice considérable.
Ce plant fournit des roses en quantité et vendues à des prix importants, il finit par concurrencer et par ruiner le commerce de la vraie rose provinoise tombée en état de langueur peu avant la Révolution.
Les roses utilisées au début du XIXe siècle par les parfumeurs parisiens étaient des roses de Damas cultivées à Puteaux, plus proche de la capitale que Provins, pour l'approvisionnement en fleurs fraîches.

## La rose médicinale
Avec les roses de Provins, on faisait de nombreux produits utilisés comme remèdes. La recette est donnée par deux médecins, Charles Estienne et Jean Liebault en 1583. Elle consistait à distiller de l'eau de roses de Provins avec des roses blanches dans des récipients de verre et non de plomb afin de garder l'odeur et la saveur des fleurs.
L'infusion, aussi appelé sirop de roses, avait la réputation de guérir certains maux de ventre, et d'être utile aux fièvres tierces, à la jaunisse, à désopiler le foie et à la palpitation du cœur.
L'onglet des pétales, en décoction, était utilisé dans le but d'arrêter toutes sortes de flux, tout comme le gobelet, la graine et la laine contenues dans le bouton à rosé, comme ce bouton séché et réduit en poudre, pris dans du vin vermeil austère (qui est un gros vin rouge âpre et vieux).
Les provinois en faisaient un médicament connu sous le nom de conserve liquide  et une conserve sèche, plus fantaisiste que médicinale. On vendit longtemps roses sèches et conserves aux grandes foires de Champagne et de Brie d'où elles passaient dans tout le royaume de France, à l'étranger jusqu'en Orient.

## Intérêt auprès de célébrités
On fabriquait également des sachets et des coussins de roses sèches qu'on offrait, dès 1310, aux personnes importantes qui passaient à Provins.
C'est ainsi que Charles VII, Jeanne d'Arc, François Ier, Henri II, Catherine de Médicis les reçurent comme présents.
Louis XIV, lors de ses quatre passages, eut droit aux roses et aux conserves de Provins et lors de sa dernière visite, en 1681, on lui remit 24 livres de conserves de roses.
En 1725, la princesse Marie Leszczyńska eut droit aux mêmes présent.
Napoléon Ier, selon une anecdote locale, reçut en plus des bonbons à la rose. La jeune fille qui les lui présenta, lui aurait dit : 
Toi que la fortune comble de tous ses dons
Enfant gâté de la victoire,
Amuse-toi, ici, de ces quelques bonbons
Pour te délasser de la gloire.
Le 21 septembre 1828, Charles X, fut reçu par la ville de Provins, et douze jeunes filles lui remirent également des conserves de roses.